# Kaplica (Sainte-Croix)
Pour l’article homonyme, voir Kaplica (Poméranie).
Kaplica est une localité polonaise de la gmina de Kunów, située dans le powiat d'Ostrowiec en voïvodie de Sainte-Croix.